# Bulbophyllum foetidolens
Bulbophyllum foetidolens é uma espécie de orquídea (família Orchidaceae) pertencente ao gênero Bulbophyllum. Foi descrita por Cedric Errol Carr em 1930.